# Canalul Karakum

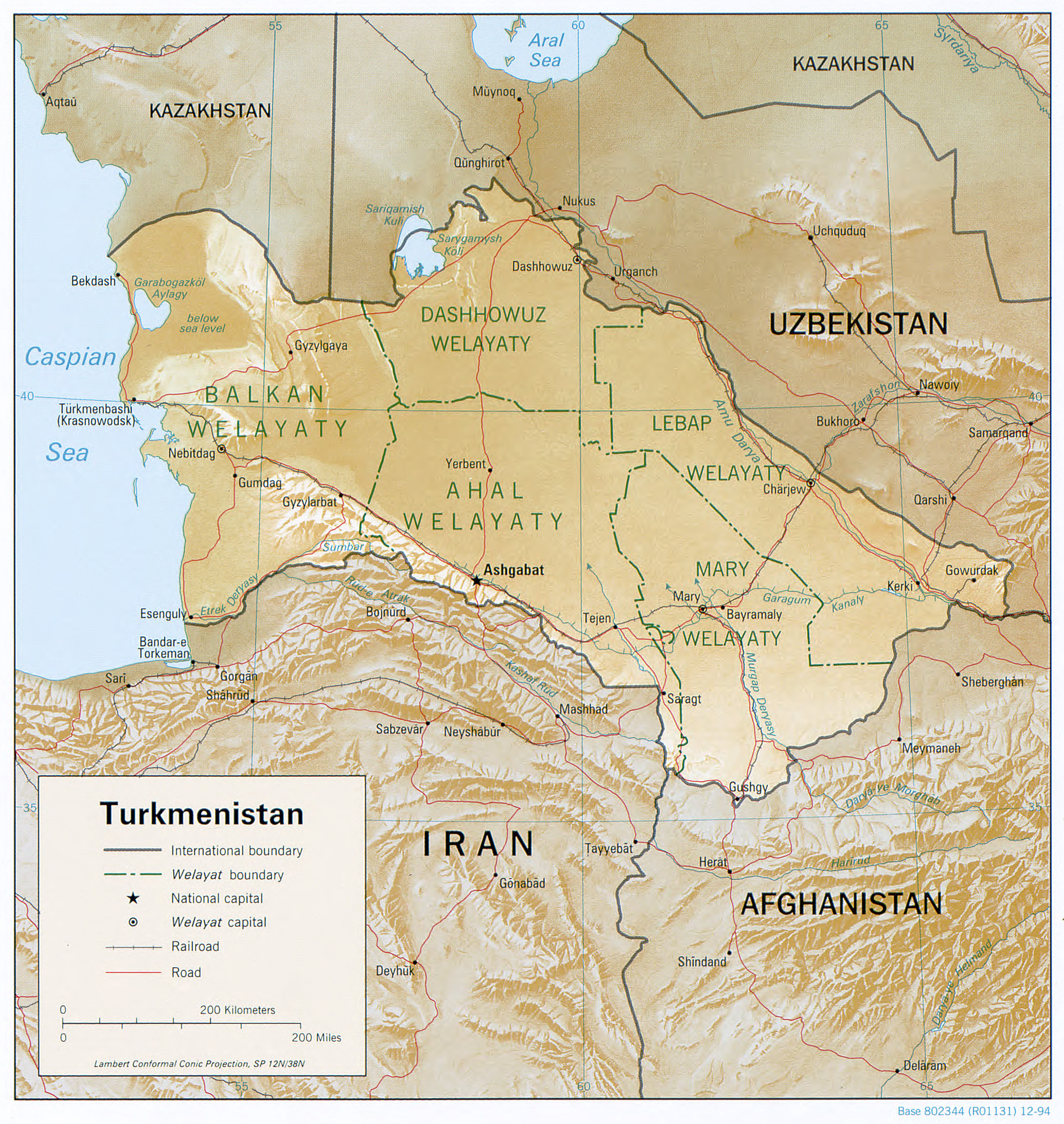
Canalul Karakum pe harta Turkmenistanului

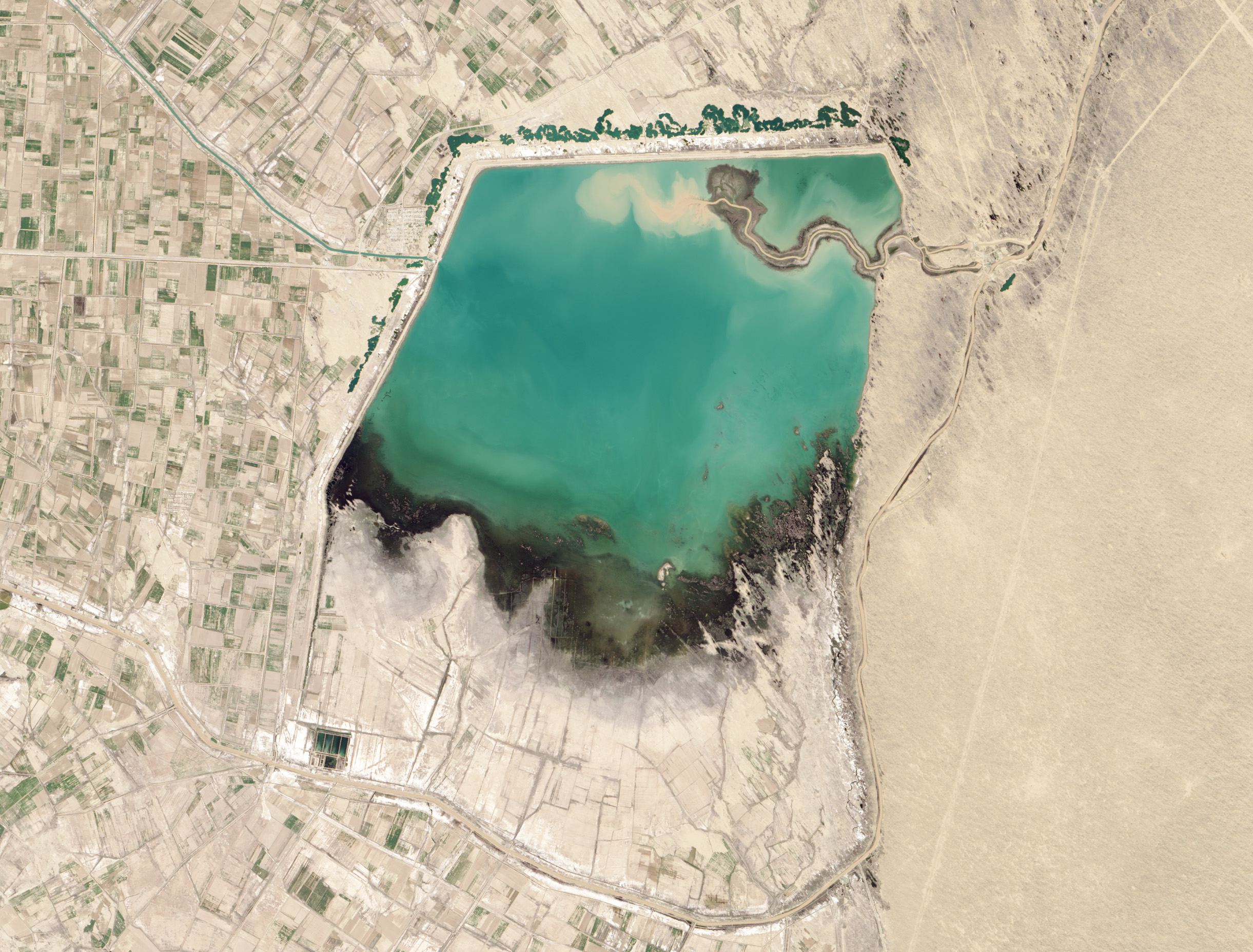
Canalul Karakum (dreapta jos) și lacul de acumulare Hanhowuz, 2014.

Canalul Karakum (Canalul Qaraqum, Canalul Kara Kum, Canalul Garagum; în rusă Каракумский канал, transliterat: Karakumski kanal, în turkmenă Garagum kanaly) din Turkmenistan este unul dintre cele mai mari canale de irigație și alimentare cu apă din lume. Început în 1954 și finalizat în 1988, este navigabil pe o mare parte din cei 1.375 km lungime și transportă 13 km3 de apă pe an din râul Amudaria prin Deșertul Karakum din Turkmenistan. Canalul a făcut posibilă agricultura pe suprafețe uriașe, în special monocultura de bumbac puternic promovată de Uniunea Sovietică, precum și aprovizionarea Așgabatului cu o sursă majoră de apă. Canalul este și un factor major care a dus la dezastrul de mediu în Marea Aral. Regimul sovietic la un moment dat plănuia să extindă canalul până la Marea Caspică.

## Istorie
Canalul Karakum nu a fost prima încercare majoră de a aduce apa Amudariei în Deșertul Karakum. La începutul anilor 1950 a început construcția Canalului Turkmen Principal (în rusă Главный Туркменский канал, transliterat: Glavnîi Turkmenski kanal), care ar fi pornit dintr-o locație mult mai nordică (lângă Nukus) și trebuia să se îndrepte spre sud-vest către Krasnovodsk. Canalul trebuia să preia în jur de 25 la sută din apa Amudariei. Lucrările au fost abandonate după moartea lui Iosif Stalin, în loc fiind ales traseul canalului Karakum de astăzi. Lacuri de acumulare, precum cel de la Hanhowuz, au fost create pentru a ajuta la reglarea acestuia.

## Orașe importante
- Așgabat
- Bereket
- Serdar